# ポンサッコ
ポンサッコ（伊: Ponsacco）は、イタリア共和国トスカーナ州ピサ県にある、人口約16,000人の基礎自治体（コムーネ）。

## 地理

### 位置・広がり

#### 隣接コムーネ
隣接するコムーネは以下の通り。
- カパンノリ
- カシャーナ・テルメ・ラーリ (ラーリ)
- ポンテデーラ

### 気候分類・地震分類
ポンサッコにおけるイタリアの気候分類 (it) および度日は、zona D, 1874 GGである。
また、イタリアの地震リスク階級 (it) では、zona 3 (sismicità bassa) に分類される。

## 行政

### 分離集落
ポンサッコには以下の分離集落（フラツィオーネ）がある。
- Camugliano, Le Melorie, Val di Cava

## 姉妹都市
- Brignais、フランス
- Nanoro、ブルキナファソ
- トロイヒトリンゲン、ドイツ
- Aguenit、サハラ・アラブ民主共和国